# Le Coup de lune
Le Coup de lune est un roman policier de Georges Simenon paru aux éditions Fayard en 1933, avec pour l'édition originale une jaquette dessinée par Bernard Bécan.
| Image externe |                                   |
|               | Couverture originale de l'ouvrage |

## Résumé
Parti plein d'enthousiasme pour les colonies, Joseph Timar ressent, dès son arrivée au Gabon, un malaise indéfinissable qui n'est pas seulement dû à la moiteur accablante du climat. Il s'est installé dans l'unique hôtel européen du port de Libreville, tenu par les Renaud et, dès le premier jour, la plantureuse patronne Adèle, dont le mari agonise lentement, s'est offerte à lui. 
Entre la sensualité et le remords, le jeune homme ressent le trouble et le déséquilibre de ce milieu inconnu. 
Le lendemain, un meurtre a été commis : la victime est un boy contre lequel la patronne s'est emportée l'autre soir. Timar l'a même entrevue, courant dans la nuit à sa poursuite. Mais les Blancs, ici, s'enorgueillissent des sévices qu'ils infligent aux Noirs et sont solidaires entre eux : « On trouvera bien un coupable », a déclaré le Procureur... 
Entre-temps, le mari d'Adèle est mort, et celle-ci, après avoir averti son amant que la factorerie qu'il doit rejoindre est au bord de la faillite, le persuade d'utiliser l'appui d'un oncle influent pour obtenir une concession en forêt. Elle a tout prévu et le contrat est bientôt signé. Ils vont pouvoir s'installer ensemble, après un interminable voyage à travers une nature que Joseph Timar devine oppressante, hostile. Malgré les caresses d'Adèle, il se sent de plus en plus gagné par un vide affreux et par le sentiment d'une gigantesque absurdité. Lorsque Adèle le quitte pour aller témoigner au procès du jeune Noir accusé du meurtre de son boy, Joseph se lance sur ses traces, décidé à dénoncer devant le tribunal l'énorme imposture à laquelle il a assisté. Ne sachant ce qui le pousse à agir ainsi, il se sent la proie d'un cauchemar. C'est pourtant la vérité qu'il crie à la face des juges avant de sombrer dans la démence, victime du « coup de lune », et de répéter, comme un halluciné, sur le paquebot qui le ramène en Europe : « L'Afrique, ça n'existe pas! L'Afrique, ça n'existe pas ! »

## Aspects particuliers du roman
Récit adoptant le plus souvent le point de vue subjectif du personnage principal Le roman, qui constitue un témoignage critique sur l'administration coloniale française pendant les années trente, comporte une description impressionniste de la nature africaine, qui atteint une véritable dimension fantasmatique.

## Fiche signalétique de l'ouvrage

### Cadre spatio-temporel
L’essentiel de l’action du roman se déroule à Libreville, sous le régime colonial, dans l'entre-deux-guerres.

### Personnages
- Joseph Timar, fils de fonctionnaire et neveu de politicien, venu tenter sa chance dans le commerce colonial, célibataire, 23 ans
- Adèle Renaud, mariée puis veuve, hôtelière

## Éditions
- Préoriginale dans Candide, n° 462-469 du 19 janvier au 9 mars 1933
- Édition originale : Fayard, 1933
- Tout Simenon, tome 18, Omnibus, 2003  (ISBN 978-2-258-06103-3)
- Romans, tome I, Gallimard, Bibliothèque de la Pléiade, n° 495, 2003  (ISBN 978-2-07-011674-4)
- Livre de poche n° 14299, 2003  (ISBN 978-2-253-14299-7)
- Romans durs, tome 1, Omnibus, 2012  (ISBN 978-2-258-09355-3)
- Romans durs, tome 1, Omnibus, 2023  (ISBN 978-2-258-20258-0)

## Adaptation cinématographique
- Équateur, film français de Serge Gainsbourg, avec Francis Huster et Barbara Sukowa (1982)
- Adela, téléfilm d'Eduardo Mignona, avec Grégoire Colin et Eulalia Ramon (diffusion sur Arte le 1er mai 2000)

## Source
- Maurice Piron, Michel Lemoine, L'Univers de Simenon, guide des romans et nouvelles (1931-1972) de Georges Simenon, Presses de la Cité, 1983, p. 26-27  (ISBN 978-2-258-01152-6)